# Evangelios de las ruecas
Los Evangelios de las Ruecas (título original: Les evvangiles des queneules; o también Les evvangiles des quenoilles) es una colección de relatos medievales en forma de narración enmarcada recopilada por Fouquart de Cambray, Duval Antoine y Jean d'Arras. La obra fue escrita en lengua de oil y en picardo, y fue publicada en 1480 por Colard Mansion en Brujas. Esta colección constituye una fuente etnológica e historiográfica para el estudio del folclore medieval europeo y, en especial, la vida cotidiana y mentalidad de las mujeres de la época.

## La historia
Recoge las palabras de seis mujeres consideradas «sabias doctoras e inventoras» que se reúnen durante seis veladas ante un grupo de mujeres para disertar por turno sobre diversos temas como enfermedades, remedios, recetas, dichos y consejos, así como sobre las prohibiciones en su vida cotidiana. La obra recoge un gran número de creencias y supersticiones referidas a las mujeres y gozó de una gran popularidad a lo largo del siglo XVI.

## El autor
Se desconoce el autor de los Evangelios de las ruecas. El manuscrito que se conserva en la Biblioteca y archivos del castillo de Chantilly está firmado por sus tres supuestos autores: Fouquart de Cambrai, Duval Antoine y Jean d'Arras, lo que confirma el origen picardo del texto.

## Traducción moderna al castellano
- Evangelios de las ruecas, Jacques Lacarrière. Traducción de María Tabuyo y Agustín López. Editor: José J. de Olañeta. 2000.